# Овья
Овья — река в России, течёт по территории Лешуконского района Архангельской области. Левый приток реки Вашка.
Длина реки составляет 17 км.
Исток Овьи находится в болоте Патьболото. В верховье течёт по болоту, в среднем и нижнем течении — по лесной местами болотистой местности. Впадает в Вашку северо-восточнее деревни Русома.

## Данные водного реестра
По данным государственного водного реестра России относится к Двинско-Печорскому бассейновому округу, водохозяйственный участок реки — Мезень от истока до водомерного поста у деревни Малонисогорская. Речной бассейн реки — Мезень.
Код объекта в государственном водном реестре — 03030000112103000048525.